# Pacha (Diskothek)

Pacha Logo

Pacha ist eine Diskothek mit weltweit mehreren Franchise-Partnern. Logo und Erkennungszeichen der Clubs sind zwei miteinander verbundene Kirschen.

## Standorte
1967 gründete der Spanier Ricardo Urgell in Sitges bei Barcelona den ersten Nachtclub. Der größte und einflussreichste Club ist heute der auf Ibiza. Weiterhin wurden Franchise-Niederlassungen in folgenden Städten eröffnet, von denen einige im Laufe der Jahre wieder schlossen:
- Barcelona
- Buenos Aires (geschlossen)
- Dubai (geschlossen)
- Esposende (geschlossen)
- Florianópolis (geschlossen)
- Gran Canaria
- Ischgl (geschlossen)
- London (geschlossen)
- Marrakesch (geschlossen)
- München
- New York City (geschlossen)
- Posen
- Scharm asch-Schaich
- Sydney (geschlossen)

## Pacha Ibiza

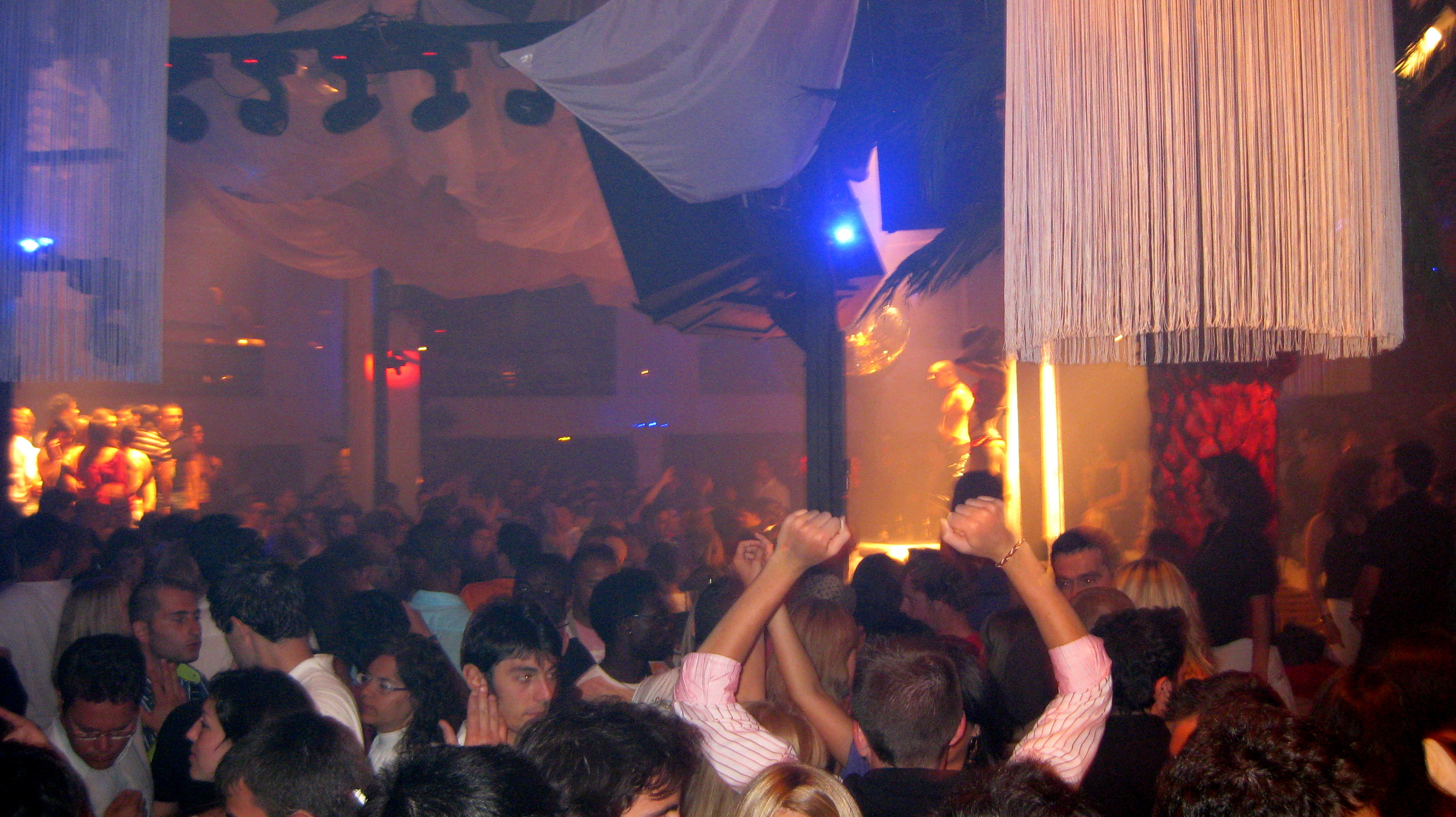
Hauptraum des Pacha Ibiza (2008)

Das Pacha Ibiza ist eine Diskothek auf der spanischen Insel Ibiza. Der Club, der Teil der Franchisekette Pacha ist, wurde 1973 in einer kleinen Finca eröffnet, die in den kommenden Jahrzehnten umfangreich ausgebaut wurde.
Das Pacha Ibiza war über Jahrzehnte hinweg die Basis vieler bekannter DJs der Dance-Szene und prägte die DJ-Szene mit. Der Club veranstaltet jährlich die Preisverleihung „DJ-Awards“.
Im Zuge der zunehmenden Kommerzialisierung des Tourismus auf der Ferieninsel Ibiza wurde aus der Diskothek ein Unternehmen. Allein auf der Insel Ibiza gehören der Pacha-Gruppe mehrere Restaurants (u. a. Sa Punta de Talamanca) und ein Hotel (El Hotel). Darüber hinaus gibt es ein Pacha-Mode-Label, das u. a. auf der Bread & Butter vertreten war.
Das Pacha liegt in Ibiza-Stadt im Neubauviertel Ibiza-Nova, in unmittelbarer Nähe zum Yachthafen. Anfangs in einer alten Finca beheimatet, bietet es, nach einigen Ausbauten, aktuell Platz für 3000 Personen.
Bekannte DJs und Live-Acts veranstalteten im Pacha eigene Partyreihen, beispielsweise Swedish House Mafia The Dark Forest, David Guetta F*** Me I’m Famous oder Erick Morillo Subliminal Sessions.
Das Pacha Ibiza ist die einzige der großen Diskotheken auf der Insel, die das gesamte Jahr geöffnet hat.
Im Jahr 2012 eröffnete die Unternehmensgruppe Pacha das Variete Restaurant „Lio“ ebenfalls auf der Insel Ibiza im Yachthafen „Ibiza Nueva“ nur ca. 300 m entfernt von der Diskothek Pacha. Damit sollte der Veränderung am Markt gefolgt werden, die vor allem bei Personen gehobeneren Alters einen höheren Qualitätsanspruch an Unterhaltung gerecht werden soll.
Die Erfolge der internationalen Franchise-Niederlassungen der Pacha Gruppe sind schwankend, bisher erreichte keine die Bekanntheit des Pacha Ibiza und viele schlossen über die Jahre wieder.
Mitte 2016 gab der Pacha Gründer Ricardo Urgell bekannt, dass die Pacha Gruppe mit allen Lizenzen und Gastronomie- und Hotelbetrieben zum Verkauf steht. Im Februar 2017 wurde als Käufer die Trilantic Capital Partners mit Sitz in New York benannt. Der Kaufpreis betrug 350 Millionen Euro.

## Pacha München
Das Pacha München wurde im November 2000 von Michi Kern, Tom Hilner, Konstantin Wahl und Matthias Scheffel als einer der ersten Pacha-Clubs außerhalb Spaniens im Media Works Munich Areal an der Rosenheimer Straße eröffnet. In den frühen 2000er Jahren berichteten Medien über Code-Karten, mit denen Prominente die Einlasskontrolle umgehen konnten sowie über eine angebliche Konkurrenzsituation bei dieser Gästegruppe mit dem P1. Nachdem es in den Jahren 2004/2005 stiller um das Pacha München wurde, zog der Club im Dezember 2005 in die Räume des ehemaligen Münchner Nachtcafés am Maximiliansplatz um. Im Jahr 2012 wurde der Club vom Berliner Architekturbüro Studio Karhard einem Redesign unterzogen.
Im Pacha München legen regelmäßig bekannte DJs der Techno- und House-Szene wie Sven Väth, DJ Hell, Carl Cox oder Monika Kruse auf. Zu den Resident DJs des Clubs gehören René Vaitl, DJ Linus und Tonio Barrientos. Nach der Schließung des nahegelegenen Techno-Clubs Harry Klein im Jahr 2023 wechselte dessen langjähriger Resident DJ Karotte ebenfalls zum Pacha. Im Frühjahr 2020 beteiligte sich der Club an der Aktion „United We Stream“ der Berliner Clubszene, da Nachtclubs durch die Maßnahmen gegen COVID-19 massive Einbußen hinnehmen mussten. Während der Zeit der Schließung im Zuge der COVID-19-Pandemie wurde im Club seit November 2020 ein Corona-Schnelltest-Zentrum betrieben, in dem Interessierte Antigen-Schnelltests vornehmen konnten.